# Войенс
Войенс (дат. Vojens) — город в южной Ютландии, Дания, недалеко от города Хадерслев. В Войенс живут 7650 жителей (на 1 января 2015 года).
С 2007 года, после муниципальной реформы, входит в состав коммуны Хадерслев, которая принадлежит к региону Южная Дания.

## Экономика
Войенс — железнодорожная станция между Патборгом (коммуна Оберно, находится на границе с Германией) и Фредерисией (центр коммуны Фредерисия).
В городе находится международный аэропорт.
Через город проходит Европейский автомобильный маршрут E45

## Спорт

### Спидвей
В городе построен Войенс Спидвей Центр, который принимал Чемпионат мира по спидвею 1988 года и 1994 года.
Личный чемпионат мира по спидвею среди юниоров 1999 года, а также чемпионат Европы 1977 года.

### Хоккей с шайбой

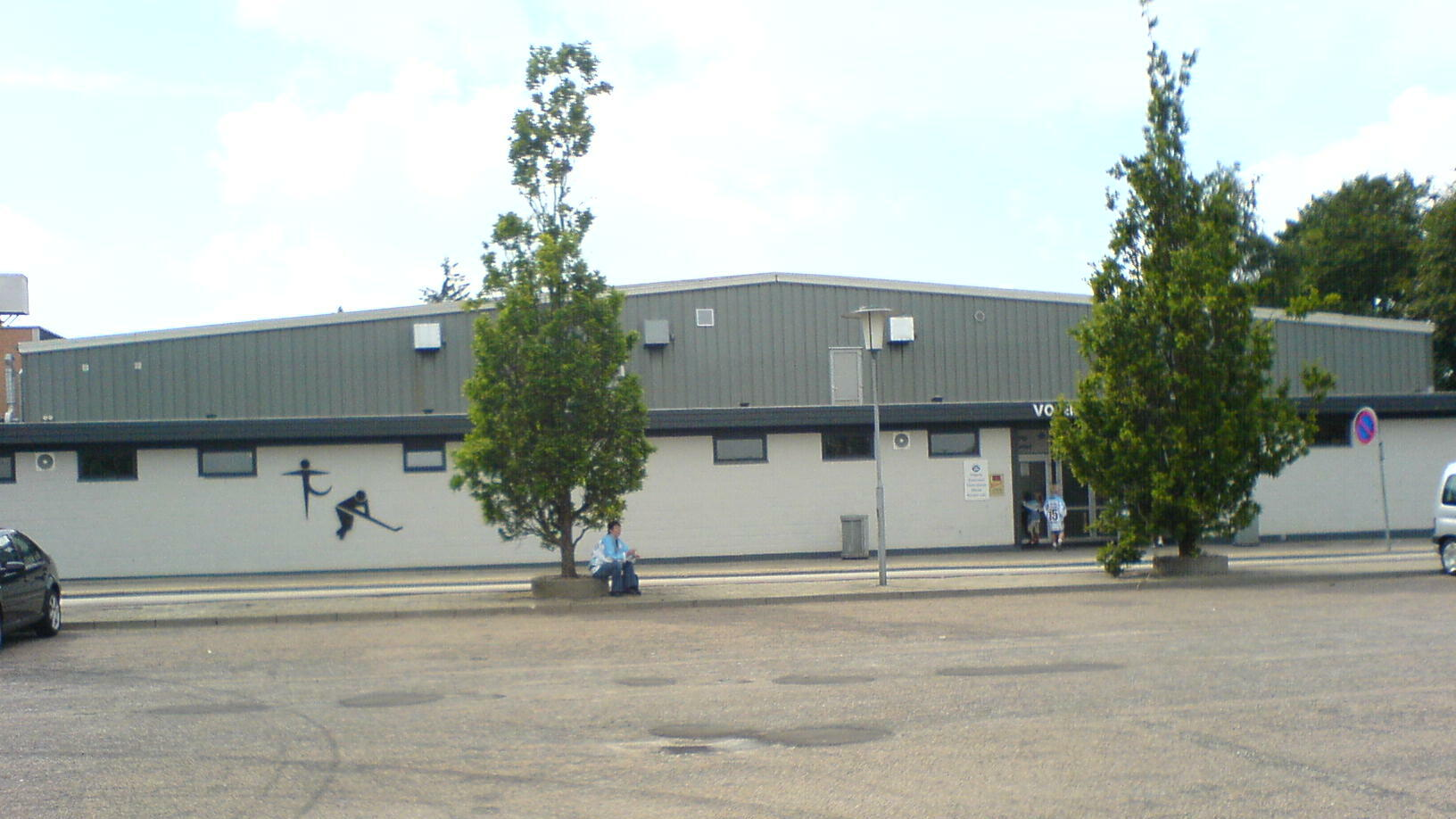
Сённерйюске Холл

Хоккейная команда из города Войенс Сённерйюск выступает в главной лиге датского чемпионата 
Металл Лиге.
Город принимал отборочный хоккейный турнир Олимпиады 2014.